# Black River (Ontariosee)
Der Black River (englisch für „schwarzer Fluss“) ist ein Zufluss des Ontariosee im Nordwesten des US-Bundesstaats New York.

## Namensherkunft
Der Black River ist ein so genannter Schwarzwasserfluss.
Die Herkunft des Flussnamens ist nicht eindeutig geklärt, geht aber vermutlich auf die Tanninsäure zurück, die das Wasser des Flusses stellenweise sehr dunkel macht.

## Flusslauf
Der Fluss hat seinen Ursprung im  North Lake in den Ausläufern der Adirondack Mountains im Norden des Bundesstaates. Er fließt anfangs in westlicher Richtung, wendet sich dann aber bei Verlassen des Kayuta Lake nach Norden. Er durchfließt im Anschluss das Forestport Reservoir und fließt etwa 3 km westlich an Boonville vorbei. Der Fluss passiert die Orte Forestport, Hawkinsville und Port Leyden. In Lyons Falls mündet der  Moose River von rechts in den Fluss. Danach passiert der Black River die Ortschaft Glenfield und fließt östlich an Lowville vorbei. Kurz darauf trifft der Beaver River rechtsseitig auf den Fluss. Nach Durchfließen von Carthage vollführt der Black River einen Bogen nach Westen. Die Militärbasis Fort Drum liegt am Nordufer des Flusses. Es folgen die Orte Great Bend und Black River. Der Black River durchfließt die Stadt Watertown und kurz darauf Brownville. Wenige Kilometer nach Dexter erreicht der Black River den Ontariosee und mündet in die Black River Bay. 

## Wasserkraftanlagen
Am Black River befinden sich mehrere Wasserkraftwerke.
10 Anlagen liegen unterhalb von Carthage, davon werden 6 von Brookfield betrieben.
Eine Auswahl an Wasserkraftanlagen am Black River (in Abstrom-Richtung):
| Name           | Leistung in MW | Anzahl Turbinen | Lage | Betreiber         |
| -------------- | -------------- | --------------- | ---- | ----------------- |
| Kayuta Lake    | 0,4            |                 | (⊙)  | Trafalgar         |
| Forestport     | 3,3            | 1               | (⊙)  | Trafalgar         |
| Port Layden    | 5,7            | 3               | (⊙)  | CHI Energy        |
| Lyons Falls    | 5,5            | 5               | (⊙)  | Northbrook        |
| Tannery Island | 1,5            | 5               | (⊙)  | Tannery Island    |
| West End Dam   | 4,4            | 2               | (⊙)  | West End Dam      |
| Longfalls      | 3,3            | 1               | (⊙)  | Fourth Branch     |
| Herrings       | 5              | 3               | (⊙)  | Brookfield        |
| Deferiet       | 11             | 3               | (⊙)  | Brookfield        |
| Kamargo        | 5              | 3               | (⊙)  | Brookfield        |
| Black River    | 7              | 3               | (⊙)  | Brookfield        |
| Watertown      | 8,1            | 3               | (⊙)  | City of Watertown |
| Diamond Island | 1,2            | 3               | (⊙)  | CHI Energy        |
| Sewalls        | 2              | 2               | (⊙)  | Brookfield        |
| Beebee Island  | 9              | 2               | (⊙)  | Brookfield        |
| Glen Park      | 32,6           | 3               | (⊙)  | Northbrook        |
| Dexter         | 4,2            | 4               | (⊙)  | CHI Energy        |

## Freizeit
Der Fluss ist zum Angeln geeignet. Zu den im Fluss vorkommenden Fischarten gehören Forellen, Lachse, Barsche und Hechte.
Manche Flussabschnitte sind bei Rafting- und Kajaksportlern als Wildwasser beliebt, insbesondere die Black River Gorge, wo auch während der Sommermonate eine ausreichende Wassermenge vorhanden ist.

## Umweltproblem
Nach dem 10. August 2005 wurde der Fluss durch ein Leck in einem Abwasserrückhaltebecken eines Tiermastbetriebes in der Nähe von Lowville kontaminiert, wodurch etwa 30.000 Kubikmeter verunreinigter Abwässer in den Fluss gelangten. Nach Schätzungen wurden dadurch 250.000 Fische getötet.